# Rachel Bootsma
Rachel Bootsma (Minneapolis, 15 de dezembro de 1993) é uma nadadora norte-americana.
No Pan de Guadalajara 2011 obteve duas medalhas de ouro nos 100 m costas e 4x100 m medley.
Classificou-se para os Jogos Olímpicos de Londres 2012, onde obteve um 11º lugar na prova dos 100 metros costas e integrou a equipe do revezamento 4x100 m medley que conquistou a medalha de ouro.